# Llista de topònims del Capcir

Llista de topònims (noms propis de lloc) del Capcir
Informació actualitzada per un bot. Els canvis manuals es perdran quan s'actualitzi!

## assentament humà
| imatge | Nom         | Ubicat a   | instància de     | Detalls | coordenades                                                                   | Protecció | Commons (més fotos) | Dades a WD                    |
| ------ | ----------- | ---------- | ---------------- | ------- | ----------------------------------------------------------------------------- | --------- | ------------------- | ----------------------------- |
|        | Espona      | la Llaguna | assentament humà |         | 42° 32′ 33″ N, 2° 07′ 49″ E / 42.542581°N,2.130325°E 1746.7 msnm              |           |                     | Modifica les dades a Wikidata |
|        | els Cortals | la Llaguna | assentament humà |         | 42° 31′ 44″ N, 2° 08′ 12″ E / 42.528872222222°N,2.1367972222222°E 1734.5 msnm |           |                     | Modifica les dades a Wikidata |

## bosc comunal
| imatge | Nom                            | Ubicat a     | instància de | Detalls             | coordenades                                                       | Protecció | Commons (més fotos) | Dades a WD                    |
| ------ | ------------------------------ | ------------ | ------------ | ------------------- | ----------------------------------------------------------------- | --------- | ------------------- | ----------------------------- |
|        | Bosc Comunal de Matamala       | Matamala     | bosc comunal | Superfície: 9.17km² | 42° 34′ 18″ N, 2° 06′ 42″ E / 42.571666666667°N,2.1116666666667°E |           |                     | Modifica les dades a Wikidata |
|        | Bosc Comunal de Real - Odelló  | Real         | bosc comunal |                     | 42° 38′ 12″ N, 2° 08′ 58″ E / 42.636666666667°N,2.1494444444444°E |           |                     | Modifica les dades a Wikidata |
|        | Bosc Comunal de la Llaguna     | la Llaguna   | bosc comunal | Superfície: 3.18km² | 42° 32′ 06″ N, 2° 07′ 01″ E / 42.535°N,2.1169444444444°E          |           |                     | Modifica les dades a Wikidata |
|        | Bosc Comunal dels Angles       | els Angles   | bosc comunal |                     | 42° 34′ 38″ N, 2° 04′ 24″ E / 42.577222222222°N,2.0733333333333°E |           |                     | Modifica les dades a Wikidata |
|        | Bosc Sectorial d'Esposolla     | Font-rabiosa | bosc comunal |                     | 42° 37′ 34″ N, 2° 05′ 31″ E / 42.626111111111°N,2.0919444444444°E |           |                     | Modifica les dades a Wikidata |
|        | Bosc Sectorial de Font-rabiosa | Font-rabiosa | bosc comunal |                     | 42° 38′ 23″ N, 2° 04′ 16″ E / 42.639722222222°N,2.0711111111111°E |           |                     | Modifica les dades a Wikidata |
|        | Bosc Sectorial de Formiguera   | Formiguera   | bosc comunal |                     | 42° 37′ 03″ N, 2° 04′ 54″ E / 42.6175°N,2.0816666666667°E         |           |                     | Modifica les dades a Wikidata |
|        | Bosc Sectorial de Puigbalador  | Puigbalador  | bosc comunal |                     | 42° 39′ 27″ N, 2° 08′ 17″ E / 42.6575°N,2.1380555555556°E         |           |                     | Modifica les dades a Wikidata |
|        | Bosc Sectorial de Riutort      | Puigbalador  | bosc comunal |                     | 42° 39′ 17″ N, 2° 04′ 30″ E / 42.654722222222°N,2.075°E           |           |                     | Modifica les dades a Wikidata |
|        | Bosc Sectorial de Vilanova     | Formiguera   | bosc comunal |                     | 42° 37′ 02″ N, 2° 08′ 24″ E / 42.617222222222°N,2.14°E            |           |                     | Modifica les dades a Wikidata |
|        | Bosc Sectorial dels Cortals    | la Llaguna   | bosc comunal | Superfície: 0.71km² | 42° 32′ 05″ N, 2° 08′ 25″ E / 42.534722222222°N,2.1402777777778°E |           |                     | Modifica les dades a Wikidata |

## bosc estatal
| imatge | Nom                           | Ubicat a                      | instància de | Detalls              | coordenades                                                           | Protecció | Commons (més fotos)       | Dades a WD                    |
| ------ | ----------------------------- | ----------------------------- | ------------ | -------------------- | --------------------------------------------------------------------- | --------- | ------------------------- | ----------------------------- |
|        | Bosc Estatal de Barrès        | la Llaguna els Angles         | bosc estatal | Superfície: 21.73km² | 42° 32′ 59″ N, 2° 03′ 14″ E / 42.549722222222°N,2.0538888888889°E     |           | Forêt domaniale de Barrès | Modifica les dades a Wikidata |
|        | Bosc Estatal de Camporrells   | Formiguera                    | bosc estatal |                      | 42° 37′ 18″ N, 2° 01′ 25″ E / 42.621666666667°N,2.0236111111111°E     |           |                           | Modifica les dades a Wikidata |
|        | Bosc Estatal del Camí Ramader | Conflent Alta Cerdanya Capcir | bosc estatal | Superfície: 4.8km²   | 42° 35′ 46″ N, 2° 08′ 24″ E / 42.596075°N,2.1399916666667°E 2000 msnm |           |                           | Modifica les dades a Wikidata |

## castell
| imatge | Nom                    | Ubicat a    | instància de | Detalls | coordenades                                                                   | Protecció                     | Commons (més fotos)    | Dades a WD                    |
| ------ | ---------------------- | ----------- | ------------ | ------- | ----------------------------------------------------------------------------- | ----------------------------- | ---------------------- | ----------------------------- |
|        | Castell de Creu        | Matamala    | castell      |         | 42° 36′ 15″ N, 2° 07′ 41″ E / 42.604236111111°N,2.1279166666667°E 1481.1 msnm |                               |                        | Modifica les dades a Wikidata |
|        | Castell de Puigbalador | Puigbalador | castell      |         | 42° 38′ 52″ N, 2° 07′ 16″ E / 42.647761111111°N,2.1210861111111°E 1492.8 msnm |                               | Castell de Puigbalador | Modifica les dades a Wikidata |
|        | Castell de la Llaguna  | la Llaguna  | castell      |         | 42° 31′ 36″ N, 2° 07′ 17″ E / 42.526641666667°N,2.1214111111111°E             | monument històric inventariat | Tour du Capil          | Modifica les dades a Wikidata |
|        | Castell dels Angles    | els Angles  | castell      |         | 42° 34′ 37″ N, 2° 04′ 30″ E / 42.576822222222°N,2.0750777777778°E 1653.4 msnm |                               |                        | Modifica les dades a Wikidata |

## cim
| imatge | Nom               | Ubicat a                     | instància de | Detalls | coordenades                                                        | Protecció | Commons (més fotos) | Dades a WD                    |
| ------ | ----------------- | ---------------------------- | ------------ | ------- | ------------------------------------------------------------------ | --------- | ------------------- | ----------------------------- |
|        | Pica Bastard      | Ralleu Matamala              | cim muntanya |         | 42° 34′ 57″ N, 2° 08′ 15″ E / 42.58246667°N,2.13753333°E 1716 msnm |           |                     | Modifica les dades a Wikidata |
|        | Puig del Pam      | els Angles Formiguera        | cim muntanya |         | 42° 36′ 17″ N, 2° 01′ 52″ E / 42.60482°N,2.031042°E 2470 msnm      |           |                     | Modifica les dades a Wikidata |
|        | pic del Ginebre   | Puigbalador Queragut Al Plan | cim          |         | 42° 39′ 49″ N, 2° 02′ 49″ E / 42.663661°N,2.047037°E 2382 msnm     |           |                     | Modifica les dades a Wikidata |
|        | puig del Castelló | Matamala                     | cim          |         | 42° 33′ 20″ N, 2° 06′ 24″ E / 42.555555555556°N,2.1066666666667°E  |           |                     | Modifica les dades a Wikidata |

## collada
| imatge | Nom             | Ubicat a              | instància de | Detalls | coordenades                                                                   | Protecció | Commons (més fotos) | Dades a WD                    |
| ------ | --------------- | --------------------- | ------------ | ------- | ----------------------------------------------------------------------------- | --------- | ------------------- | ----------------------------- |
|        | Coll de Ganyada | els Angles Formiguera | collada      |         | 42° 36′ 04″ N, 2° 03′ 10″ E / 42.601088888889°N,2.0527333333333°E 1867.3 msnm |           |                     | Modifica les dades a Wikidata |
|        | Portella d'Orlú | Font-rabiosa Orlun    | collada      |         | 42° 39′ 20″ N, 1° 59′ 46″ E / 42.655664°N,1.996119°E 2278.6 msnm              |           |                     | Modifica les dades a Wikidata |

## despoblat
| imatge | Nom      | Ubicat a   | instància de    | Detalls | coordenades                                                                   | Protecció | Commons (més fotos) | Dades a WD                    |
| ------ | -------- | ---------- | --------------- | ------- | ----------------------------------------------------------------------------- | --------- | ------------------- | ----------------------------- |
|        | Conangle | Matamala   | despoblat       |         | 42° 34′ 30″ N, 2° 06′ 43″ E / 42.574938888889°N,2.1118944444444°E 1535.4 msnm |           |                     | Modifica les dades a Wikidata |
|        | Creu     | Matamala   | despoblat poble |         | 42° 36′ 15″ N, 2° 07′ 41″ E / 42.604236111111°N,2.1279166666667°E 1481.1 msnm |           |                     | Modifica les dades a Wikidata |
|        | Vallsera | els Angles | despoblat       |         | 42° 35′ 52″ N, 2° 04′ 14″ E / 42.597708333333°N,2.0705333333333°E 1661.7 msnm |           |                     | Modifica les dades a Wikidata |

## embassament
| imatge | Nom                 | Ubicat a                                         | instància de | Detalls                                   | coordenades                                                                 | Protecció | Commons (més fotos) | Dades a WD                    |
| ------ | ------------------- | ------------------------------------------------ | ------------ | ----------------------------------------- | --------------------------------------------------------------------------- | --------- | ------------------- | ----------------------------- |
|        | Estany de Fontfreda | Matamala                                         | embassament  |                                           | 42° 35′ 47″ N, 2° 07′ 00″ E / 42.596479°N,2.116529°E                        |           |                     | Modifica les dades a Wikidata |
|        | Llac de Matamala    | Matamala                                         | embassament  | 1959 Superfície: 2.23km² Profunditat: 37m | 42° 34′ 11″ N, 2° 06′ 01″ E / 42.569713888889°N,2.1004055555556°E 1541 msnm |           | Lac de Matemale     | Modifica les dades a Wikidata |
|        | Llac de la Bollosa  | Angostrina i Vilanova de les Escaldes els Angles | embassament  | Superfície: 1.49km² Profunditat: 25m      | 42° 34′ 13″ N, 1° 59′ 58″ E / 42.570225°N,1.9994277777778°E 2016 msnm       |           | Lac des Bouillouses | Modifica les dades a Wikidata |

## església
| imatge | Nom                           | Ubicat a     | instància de                 | Detalls                                                         | coordenades                                                                   | Protecció                     | Commons (més fotos)                               | Dades a WD                    |
| ------ | ----------------------------- | ------------ | ---------------------------- | --------------------------------------------------------------- | ----------------------------------------------------------------------------- | ----------------------------- | ------------------------------------------------- | ----------------------------- |
|        | Sant Martí de Riutort         | Puigbalador  | església Ús: església        | Estil: arquitectura romànica Dedicat a: Sant Martí de Tours     | 42° 39′ 07″ N, 2° 05′ 42″ E / 42.652016666667°N,2.0950222222222°E 1544.9 msnm |                               | Église Saint-Martin de Riutort                    | Modifica les dades a Wikidata |
|        | Sant Miquel dels Angles       | els Angles   | església                     | Estil: Neoromànic Dedicat a: Sant Miquel Arcàngel               | 42° 34′ 36″ N, 2° 04′ 28″ E / 42.5768°N,2.0745°E                              |                               | Église Saint-Michel des Angles                    | Modifica les dades a Wikidata |
|        | Sant Pere de Matamala         | Matamala     | església                     | Estil: art romànic                                              | 42° 35′ 15″ N, 2° 07′ 03″ E / 42.5874°N,2.1176°E                              |                               | Église Saint-Pierre de Matemale                   | Modifica les dades a Wikidata |
|        | Sant Romà de Ral              | Real         | església Ús: església        | Estil: arquitectura romànica                                    | 42° 37′ 57″ N, 2° 07′ 58″ E / 42.6325°N,2.1328°E                              | monument històric inventariat | Église Saint-Romain de Réal                       | Modifica les dades a Wikidata |
|        | Sant Salvador dels Angles     | els Angles   | església Ús: església        | Estil: arquitectura romànica Estat: ruïnós                      | 42° 34′ 58″ N, 2° 04′ 42″ E / 42.5827°N,2.0784°E                              |                               | Église Saint-Sauveur des Angles                   | Modifica les dades a Wikidata |
|        | Sant Sebastià de Font-rabiosa | Font-rabiosa | església                     | Estil: arquitectura romànica Anomenat per: Sant Sebastià màrtir | 42° 38′ 11″ N, 2° 05′ 52″ E / 42.6365°N,2.0978°E                              |                               | Église Saint-Sébastien de Fontrabiouse            | Modifica les dades a Wikidata |
|        | Sant Valentí d'Espona         | la Llaguna   | església                     | Estat: enderrocat o destruït                                    | 42° 32′ 33″ N, 2° 07′ 51″ E / 42.542564°N,2.130833°E                          |                               |                                                   | Modifica les dades a Wikidata |
|        | Sant Vicenç de la Llaguna     | la Llaguna   | església Ús: església        | Estil: arquitectura romànica                                    | 42° 31′ 35″ N, 2° 07′ 18″ E / 42.5265°N,2.1217°E                              | monument històric inventariat | Église Saint-Vincent de La Llagonne               | Modifica les dades a Wikidata |
|        | Santa Maria d'Esposolla       | Font-rabiosa | església                     |                                                                 | 42° 37′ 26″ N, 2° 05′ 46″ E / 42.623804°N,2.096045°E Esposolla                |                               | Chapelle Notre-Dame de la Nativité (Espousouille) | Modifica les dades a Wikidata |
|        | Santa Maria de Formiguera     | Formiguera   | església església parroquial | Estil: art romànic Anomenat per: nativitat de Maria             | 42° 36′ 51″ N, 2° 06′ 11″ E / 42.6141°N,2.10304°E                             | monument històric catalogat   | Église Sainte-Marie (Formiguères)                 | Modifica les dades a Wikidata |
|        | Santa Maria de Vallsera       | els Angles   | església Ús: església        | Estil: arquitectura romànica Estat: ruïnós                      | 42° 35′ 51″ N, 2° 04′ 17″ E / 42.5974°N,2.0715°E                              |                               | Église Sainte-Marie de Vallsera                   | Modifica les dades a Wikidata |

## estació d'esquí
| imatge | Nom                            | Ubicat a    | instància de                           | Detalls          | coordenades | Protecció | Commons (més fotos)  | Dades a WD                    |
| ------ | ------------------------------ | ----------- | -------------------------------------- | ---------------- | --- | --------- | -------------------- | ----------------------------- |
|        | Estació d'esquí de Formiguera  | Formiguera  | estació d'esquí                        | Superfície: 26ha | 42° 37′ 24″ N, 2° 04′ 14″ E / 42.6233°N,2.07056°E 1700 2400 msnm |           |                      | Modifica les dades a Wikidata |
|        | Estació d'esquí de Puigbalador | Puigbalador | estació d'esquí instal·lació esportiva | 1981             | 42° 38′ 57″ N, 2° 04′ 41″ E / 42.64929°N,2.07792°E fr:PUYVALADOR 66210 Puyvalador 1700 2382 msnm                                                                              |           |                      | Modifica les dades a Wikidata |
|        | Estació d'esquí dels Angles    | els Angles  | estació d'esquí instal·lació esportiva | 1964             | 42° 34′ 37″ N, 2° 04′ 08″ E / 42.576966666667°N,2.0687777777778°E 42° 34′ 30″ N, 2° 04′ 09″ E / 42.57496461245864°N,2.0691525939400894°E fr:AV DE MONT-LOUIS 66210 Les Angles |           | Les Angles (station) | Modifica les dades a Wikidata |
|        | La Quillana                    | la Llaguna  | estació d'esquí instal·lació esportiva |                  | 42° 32′ 31″ N, 2° 07′ 04″ E / 42.54203°N,2.11783°E fr:LA QUILLANE 66210 La Llagonne                                                                                           |           | La Quillane          | Modifica les dades a Wikidata |

## instal·lació
| imatge | Nom                             | Ubicat a     | instància de                          | Detalls | coordenades | Protecció | Commons (més fotos)                           | Dades a WD                    |
| ------ | ------------------------------- | ------------ | ------------------------------------- | ------- | --- | --------- | --------------------------------------------- | ----------------------------- |
|        | casa de la vila de Font-rabiosa | Font-rabiosa | instal·lació Ús: seu del govern local |         | 42° 38′ 12″ N, 2° 05′ 44″ E / 42.6367405246092°N,2.09563669624409°E fr:66210 FONTRABIOUSE                          |           | Town hall of Fontrabiouse                     | Modifica les dades a Wikidata |
|        | casa de la vila de Formiguera   | Formiguera   | instal·lació Ús: seu del govern local |         | 42° 36′ 50″ N, 2° 06′ 11″ E / 42.6139758327568°N,2.10304976963209°E fr:1 PL DE L'HOTEL DE VILLE, 66210 FORMIGUERES |           | Town hall of Formiguères                      | Modifica les dades a Wikidata |
|        | casa de la vila de Matamala     | Matamala     | instal·lació Ús: seu del govern local |         | 42° 35′ 14″ N, 2° 07′ 10″ E / 42.5872287890894°N,2.11930959584923°E fr:66210 MATEMALE                              |           | Town hall of Matemale                         | Modifica les dades a Wikidata |
|        | casa de la vila de Puigbalador  | Puigbalador  | instal·lació Ús: seu del govern local |         | 42° 38′ 46″ N, 2° 07′ 12″ E / 42.6461600998717°N,2.12005730090365°E fr:66210 PUYVALADOR                            |           | Casa de la vila de Puigbalador                | Modifica les dades a Wikidata |
|        | casa de la vila de Real         | Real         | instal·lació Ús: seu del govern local |         | 42° 37′ 53″ N, 2° 07′ 56″ E / 42.6313631959665°N,2.13233862842329°E fr:66210 REAL                                  |           | Town hall of Réal                             | Modifica les dades a Wikidata |
|        | casa de la vila de la Llaguna   | la Llaguna   | instal·lació Ús: seu del govern local |         | 42° 31′ 31″ N, 2° 07′ 14″ E / 42.5253906638364°N,2.12061881396716°E fr:66210 LA LLAGONNE                           |           | Town hall of La Llagonne                      | Modifica les dades a Wikidata |
|        | casa de la vila dels Angles     | els Angles   | instal·lació Ús: seu del govern local |         | 42° 34′ 39″ N, 2° 04′ 25″ E / 42.5774285503923°N,2.07363955321439°E fr:PL DU COQ D'OR, 66210 LES ANGLES            |           | Town hall of Les Angles (Pyrénées-Orientales) | Modifica les dades a Wikidata |

## instal·lació esportiva
| imatge | Nom                           | Ubicat a   | instància de                              | Detalls | coordenades                                                                                              | Protecció | Commons (més fotos) | Dades a WD                    |
| ------ | ----------------------------- | ---------- | ----------------------------------------- | ------- | --- | --------- | ------------------- | ----------------------------- |
|        | refugi d'Oller                | Real       | instal·lació esportiva refugi de muntanya |         | 42° 39′ 23″ N, 2° 09′ 12″ E / 42.65641°N,2.15329°E fr:ODELLO DE REAL 66210 Réal                          |           |                     | Modifica les dades a Wikidata |
|        | refugi de Becet               | Real       | instal·lació esportiva refugi de muntanya |         | 42° 39′ 20″ N, 2° 08′ 37″ E / 42.6555°N,2.14353°E fr:PISTE DE SERRALONGUE 66210 Réal                     |           |                     | Modifica les dades a Wikidata |
|        | refugi de la Bollosa          | els Angles | instal·lació esportiva refugi de muntanya |         | 42° 33′ 34″ N, 2° 00′ 14″ E / 42.55934°N,2.00387°E fr:LES BOUILLOUSES 66210 Les Angles                   |           |                     | Modifica les dades a Wikidata |
|        | refugi de la Jaça de Bernardí | els Angles | instal·lació esportiva refugi de muntanya |         | 42° 33′ 19″ N, 2° 02′ 43″ E / 42.5553°N,2.04525°E fr:JASSE DE BERNARDI massif du carlit 66210 Les Angles |           |                     | Modifica les dades a Wikidata |
|        | refugi del Coll del Torn      | Matamala   | instal·lació esportiva refugi de muntanya |         | 42° 34′ 30″ N, 2° 07′ 55″ E / 42.574909°N,2.1318868°E fr:COL DEL TORN 66210 Matemale                     |           |                     | Modifica les dades a Wikidata |
|        | refugi del Pla del Boc        | els Angles | instal·lació esportiva refugi de muntanya |         | 42° 33′ 19″ N, 2° 03′ 36″ E / 42.55523°N,2.05997°E fr:PLA DEL BOUC 66210 Les Angles                      |           |                     | Modifica les dades a Wikidata |

## llac
| imatge | Nom                               | Ubicat a     | instància de | Detalls                             | coordenades                                                                                        | Protecció | Commons (més fotos) | Dades a WD                    |
| ------ | --------------------------------- | ------------ | ------------ | ----------------------------------- | -------------------------------------------------------------------------------------------------- | --------- | ------------------- | ----------------------------- |
|        | Embassament de Puigbalador        | Puigbalador  | llac         | Superfície: 0.9km²                  | 42° 38′ 34″ N, 2° 07′ 33″ E / 42.642907°N,2.125922°E 1418.1 msnm                                   |           | Lac de Puyvalador   | Modifica les dades a Wikidata |
|        | Estany Llarg (Formiguera)         | Formiguera   | llac         |                                     | 42° 37′ 32″ N, 2° 00′ 11″ E / 42.625438888889°N,2.0031111111111°E 2262 msnm                        |           |                     | Modifica les dades a Wikidata |
|        | Estany Rodon (Formiguera)         | Formiguera   | llac         |                                     | 42° 37′ 29″ N, 2° 00′ 13″ E / 42.624852777778°N,2.0035666666667°E 2258.9 msnm                      |           |                     | Modifica les dades a Wikidata |
|        | Estany de Vallsera                | els Angles   | llac         |                                     | 42° 35′ 23″ N, 2° 03′ 12″ E / 42.589666666667°N,2.0533083333333°E                                  |           |                     | Modifica les dades a Wikidata |
|        | Estany de l'Home Mort             | Formiguera   | llac         |                                     | 42° 37′ 43″ N, 1° 58′ 47″ E / 42.628630555556°N,1.9797333333333°E 2565.2 msnm                      |           |                     | Modifica les dades a Wikidata |
|        | Estany de l'Ànec                  | Formiguera   | llac         |                                     | 42° 36′ 08″ N, 2° 00′ 17″ E / 42.602097222222°N,2.0046444444444°E 2238.6 msnm                      |           |                     | Modifica les dades a Wikidata |
|        | Estany de la Basseta              | Formiguera   | llac         |                                     | 42° 37′ 08″ N, 2° 00′ 40″ E / 42.618908333333°N,2.0112222222222°E 2221.9 msnm                      |           |                     | Modifica les dades a Wikidata |
|        | Estany de la Portella             | Font-rabiosa | llac         |                                     | 42° 39′ 13″ N, 2° 00′ 10″ E / 42.65355°N,2.0026583333333°E 2106.2 msnm                             |           |                     | Modifica les dades a Wikidata |
|        | Estany de la Portella d'Orlú      | Font-rabiosa | llac         |                                     | 42° 39′ 16″ N, 1° 59′ 54″ E / 42.654341666667°N,1.9982444444444°E 2160.9 msnm                      |           |                     | Modifica les dades a Wikidata |
|        | Estany del Diable                 | Formiguera   | llac         |                                     | 42° 38′ 32″ N, 1° 59′ 28″ E / 42.642269444444°N,1.9910222222222°E 2332.8 msnm                      |           |                     | Modifica les dades a Wikidata |
|        | Estany del Mig (Formiguera)       | Formiguera   | llac         |                                     | 42° 37′ 17″ N, 2° 00′ 37″ E / 42.621369444444°N,2.0102194444444°E 2240.5 msnm                      |           |                     | Modifica les dades a Wikidata |
|        | Estanyols de la Portella          | Font-rabiosa | llac         |                                     | 42° 39′ 20″ N, 2° 00′ 19″ E / 42.655511111111°N,2.0053472222222°E 2193 msnm                        |           |                     | Modifica les dades a Wikidata |
|        | Estanyols del Solà de la Portella | Font-rabiosa | llac         |                                     | 42° 39′ 22″ N, 2° 00′ 04″ E / 42.656148°N,2.00103°E 2193.6 msnm                                    |           |                     | Modifica les dades a Wikidata |
|        | Estanys de Camporrells            | Formiguera   | llac         |                                     | 42° 37′ 33″ N, 1° 59′ 28″ E / 42.625861111111°N,1.9912055555556°E 2362.8 msnm                      |           | Lacs des Camporells | Modifica les dades a Wikidata |
|        | L'Herber                          | Formiguera   | llac         |                                     | 42° 36′ 42″ N, 2° 00′ 17″ E / 42.611794444444°N,2.0048166666667°E 2226.7 msnm                      |           |                     | Modifica les dades a Wikidata |
|        | La Basseta (Formiguera)           | Formiguera   | llac         |                                     | 42° 36′ 58″ N, 2° 01′ 40″ E / 42.616011111111°N,2.0277277777778°E 1851.7 msnm                      |           |                     | Modifica les dades a Wikidata |
|        | Les Bassetes                      | Font-rabiosa | llac         |                                     | 42° 38′ 55″ N, 2° 00′ 42″ E / 42.648694444444°N,2.0116472222222°E 1918.1 msnm                      |           |                     | Modifica les dades a Wikidata |
|        | Llac de l'Oliva                   | Formiguera   | llac         |                                     | 42° 36′ 52″ N, 2° 05′ 06″ E / 42.614433333333°N,2.0850638888889°E 1585.8 msnm                      |           |                     | Modifica les dades a Wikidata |
|        | estany Gros                       | Formiguera   | llac         |                                     | 42° 37′ 30″ N, 2° 00′ 26″ E / 42.625077777778°N,2.0071277777778°E 2256.6 msnm                      |           |                     | Modifica les dades a Wikidata |
|        | estany d’Aude                     | els Angles   | llac         | Superfície: 0.03km² Profunditat: 7m | 42° 34′ 11″ N, 2° 01′ 28″ E / 42.569783333333°N,2.0245722222222°E Bosc Estatal de Barrès 2136 msnm |           | Lac d'Aude          | Modifica les dades a Wikidata |

## municipi francès
| imatge | Nom          | Ubicat a                                       | instància de     | Detalls                      | coordenades | Protecció | Commons (més fotos)              | Dades a WD                    |
| ------ | ------------ | ---------------------------------------------- | ---------------- | ---------------------------- | --- | --------- | -------------------------------- | ----------------------------- |
|        | Font-rabiosa | Capcir Pirineus Orientals districte de Prada   | municipi francès | 137 hab Superfície: 15.57km² | 42° 38′ 10″ N, 2° 05′ 46″ E / 42.636111111111°N,2.0961111111111°E fr:1 rue du Planas, 66210 Fontrabiouse 1438 2547 1850 msnm               |           | Fontrabiouse                     | Modifica les dades a Wikidata |
|        | Formiguera   | Capcir Pirineus Orientals districte de Prada   | municipi francès | 491 hab Superfície: 46.88km² | 42° 36′ 52″ N, 2° 06′ 06″ E / 42.614444444444°N,2.1016666666667°E fr:1 place de l'Église, 66210 Formiguères 1428 2808 1916 msnm            |           | Formiguères                      | Modifica les dades a Wikidata |
|        | Matamala     | Capcir Pirineus Orientals districte de Prada   | municipi francès | 279 hab Superfície: 18.88km² | 42° 35′ 12″ N, 2° 07′ 07″ E / 42.586666666667°N,2.1186111111111°E 1455 2081 1624 msnm                                                      |           | Matemale                         | Modifica les dades a Wikidata |
|        | Puigbalador  | Capcir Pirineus Orientals districte de Prada   | municipi francès | 57 hab Superfície: 19.46km²  | 42° 38′ 47″ N, 2° 07′ 11″ E / 42.646388888889°N,2.1197222222222°E 1351 2363 1715 msnm                                                      |           | Puyvalador                       | Modifica les dades a Wikidata |
|        | Real         | Capcir Pirineus Orientals districte de Prada   | municipi francès | 75 hab Superfície: 10.45km²  | 42° 37′ 50″ N, 2° 08′ 02″ E / 42.630555555556°N,2.1338888888889°E 1379 2340 1744 msnm                                                      |           | Réal                             | Modifica les dades a Wikidata |
|        | els Angles   | Capcir Pirineus Orientals districte de Prada   | municipi francès | 584 hab Superfície: 43.2km²  | 42° 34′ 40″ N, 2° 04′ 28″ E / 42.577777777778°N,2.0744444444444°E fr:Place du Coq-d'Or, 66210 Les Angles 1531 2808 1918 msnm               |           | Les Angles (Pyrénées-Orientales) | Modifica les dades a Wikidata |
|        | els Cortals  | Pirineus Orientals la Llaguna                  | municipi francès |                              | 42° 31′ 48″ N, 2° 08′ 12″ E / 42.5299°N,2.1368°E                                                                                           |           |                                  | Modifica les dades a Wikidata |
|        | la Llaguna   | Conflent Pirineus Orientals districte de Prada | municipi francès | 216 hab Superfície: 23.09km² | 42° 31′ 35″ N, 2° 07′ 15″ E / 42.526388888889°N,2.1208333333333°E fr:5 promenade du Pré-de-la-Ville, 66210 La Llagonne 1546 2196 1783 msnm |           | La Llagonne                      | Modifica les dades a Wikidata |

## muntanya
| imatge | Nom                      | Ubicat a                                                    | instància de | Detalls | coordenades                                                                                        | Protecció | Commons (més fotos) | Dades a WD                    |
| ------ | ------------------------ | ----------------------------------------------------------- | ------------ | ------- | -------------------------------------------------------------------------------------------------- | --------- | ------------------- | ----------------------------- |
|        | Cim del Bac de Creu      | Ralleu Matamala                                             | muntanya     |         | 42° 35′ 46″ N, 2° 08′ 24″ E / 42.59614166666667°N,2.1399944444444445°E 1829.2 msnm                 |           |                     | Modifica les dades a Wikidata |
|        | La Muntanyeta            | Formiguera                                                  | muntanya     |         | 42° 37′ 55″ N, 2° 00′ 41″ E / 42.631898°N,2.011366°E 2413.6 msnm                                   |           |                     | Modifica les dades a Wikidata |
|        | La Tossa                 | Puigbalador Queragut                                        | muntanya     |         | 42° 39′ 49″ N, 2° 02′ 49″ E / 42.663647222222224°N,2.046927777777778°E massís del Carlit 1613 msnm |           |                     | Modifica les dades a Wikidata |
|        | Mont Llaret              | els Angles                                                  | muntanya     |         | 42° 34′ 39″ N, 2° 01′ 48″ E / 42.5775°N,2.0299°E 2376 msnm                                         |           |                     | Modifica les dades a Wikidata |
|        | Pic de Baixollada        | Capcir                                                      | muntanya     |         | 42° 39′ 40″ N, 2° 00′ 08″ E / 42.6611074097°N,2.00222336016°E 2546 msnm                            |           | Pic de Baixollada   | Modifica les dades a Wikidata |
|        | Pic de Castilló          | Matamala Caudiers de Conflent                               | muntanya     |         | 42° 33′ 21″ N, 2° 07′ 32″ E / 42.55592222°N,2.12565833°E 1952.8 msnm                               |           |                     | Modifica les dades a Wikidata |
|        | Pic de la Socarrada      | els Angles                                                  | muntanya     |         | 42° 34′ 02″ N, 2° 03′ 16″ E / 42.56723°N,2.054345°E 2125.8 msnm                                    |           |                     | Modifica les dades a Wikidata |
|        | Pic de la Tallada        | Aiguatèbia i Talau la Llaguna                               | muntanya     |         | 42° 32′ 23″ N, 2° 08′ 19″ E / 42.539747°N,2.138692°E 1919.2 msnm                                   |           |                     | Modifica les dades a Wikidata |
|        | Pic de la Tribuna        | Capcir Donasà Font-rabiosa Artigues                         | muntanya     |         | 42° 39′ 34″ N, 2° 00′ 45″ E / 42.65940833333333°N,2.0125333333333333°E 2493.5 msnm                 |           |                     | Modifica les dades a Wikidata |
|        | Pic dels Recantons       | Font-rabiosa Orlun                                          | muntanya     |         | 42° 39′ 09″ N, 1° 59′ 29″ E / 42.652452777778°N,1.9912888888889°E 2461 msnm                        |           |                     | Modifica les dades a Wikidata |
|        | Puig Peric               | Angostrina i Vilanova de les Escaldes els Angles Formiguera | muntanya cim |         | 42° 36′ 49″ N, 1° 59′ 04″ E / 42.6136270709°N,1.98444924692°E 2810 msnm                            |           | Puig Peric          | Modifica les dades a Wikidata |
|        | Puig de Calbet           | els Angles la Llaguna                                       | muntanya     |         | 42° 32′ 51″ N, 2° 04′ 10″ E / 42.547417°N,2.069369°E 1893 msnm                                     |           |                     | Modifica les dades a Wikidata |
|        | Puig de Camporrells      | Formiguera                                                  | muntanya     |         | 42° 37′ 23″ N, 1° 58′ 53″ E / 42.622966666667°N,1.9813416666667°E 2664.1 msnm                      |           |                     | Modifica les dades a Wikidata |
|        | Puig de Morters          | Formiguera Orlun                                            | muntanya     |         | 42° 38′ 14″ N, 1° 59′ 05″ E / 42.637183333333°N,1.9846611111111°E 2595.3 2605 msnm                 |           |                     | Modifica les dades a Wikidata |
|        | Puig de Terrers          | Font-rabiosa Formiguera Orlun                               | muntanya     |         | 42° 38′ 48″ N, 1° 59′ 27″ E / 42.646769444444°N,1.9909472222222°E 2529.7 msnm                      |           |                     | Modifica les dades a Wikidata |
|        | Puig de l'Esquena d'Ase  | Censà Real                                                  | muntanya     |         | 42° 37′ 43″ N, 2° 09′ 23″ E / 42.62862778°N,2.15628611°E 2004.9 msnm                               |           |                     | Modifica les dades a Wikidata |
|        | Puig de l'Home Mort      | Formiguera Orlun                                            | muntanya     |         | 42° 37′ 43″ N, 1° 58′ 39″ E / 42.6285122°N,1.9774425°E 2668.1 msnm                                 |           |                     | Modifica les dades a Wikidata |
|        | Puig de l'Orri           | Censà Formiguera                                            | muntanya     |         | 42° 37′ 05″ N, 2° 08′ 52″ E / 42.618081°N,2.14785°E 1914.4 msnm                                    |           |                     | Modifica les dades a Wikidata |
|        | Puig de la Portella Gran | Alta Cerdanya Capcir Llenguadoc-Rosselló                    | muntanya     |         | 42° 37′ 18″ N, 1° 58′ 36″ E / 42.621578°N,1.976564°E 2729.3 msnm                                   |           |                     | Modifica les dades a Wikidata |
|        | Puig del Caputxet        | Caudiers de Conflent Matamala                               | muntanya     |         | 42° 34′ 11″ N, 2° 07′ 42″ E / 42.56971389°N,2.12825833°E 2008.4 msnm                               |           |                     | Modifica les dades a Wikidata |
|        | Puig del Pla de Bernat   | Font-rabiosa Al Plan                                        | muntanya     |         | 42° 39′ 10″ N, 2° 01′ 45″ E / 42.65271944444444°N,2.0291972222222223°E 2434.9 msnm                 |           |                     | Modifica les dades a Wikidata |
|        | Puig dels Agrellons      | Censà Formiguera                                            | muntanya     |         | 42° 36′ 45″ N, 2° 08′ 53″ E / 42.61248611°N,2.14796389°E 1934.7 msnm                               |           |                     | Modifica les dades a Wikidata |
|        | Roc d'Aude               | els Angles                                                  | muntanya cim |         | 42° 34′ 25″ N, 2° 02′ 27″ E / 42.57361°N,2.04083°E 2326 msnm                                       |           |                     | Modifica les dades a Wikidata |
|        | Roc de Fontviva          | Font-rabiosa Puigbalador                                    | muntanya     |         | 42° 38′ 32″ N, 2° 04′ 50″ E / 42.642269444444°N,2.080625°E 1766.2 msnm                             |           |                     | Modifica les dades a Wikidata |
|        | Roc de Quer-amat         | Puigbalador Queragut                                        | muntanya     |         | 42° 40′ 06″ N, 2° 07′ 58″ E / 42.668283333333335°N,2.1328444444444443°E 1529.7 msnm                |           |                     | Modifica les dades a Wikidata |
|        | Roc de Querubí           | Font-rabiosa                                                | muntanya     |         | 42° 38′ 18″ N, 2° 03′ 32″ E / 42.638288888889°N,2.0589111111111°E 1884.9 msnm                      |           |                     | Modifica les dades a Wikidata |
|        | Roc de la Socarrada      | Puigbalador Queragut                                        | muntanya     |         | 42° 39′ 53″ N, 2° 04′ 50″ E / 42.66482777777778°N,2.080475°E 1874.4 msnm                           |           |                     | Modifica les dades a Wikidata |
|        | Roc del Felip            | la Llaguna                                                  | muntanya     |         | 42° 33′ 00″ N, 2° 01′ 58″ E / 42.550119°N,2.032692°E 2131.6 msnm                                   |           |                     | Modifica les dades a Wikidata |
|        | pic de l'Ós              | Censà Real                                                  | muntanya     |         | 42° 38′ 56″ N, 2° 10′ 34″ E / 42.648765°N,2.176107°E                                               |           |                     | Modifica les dades a Wikidata |

## poble
| imatge | Nom                    | Ubicat a    | instància de | Detalls | coordenades                                                                   | Protecció | Commons (més fotos)   | Dades a WD                    |
| ------ | ---------------------- | ----------- | ------------ | ------- | ----------------------------------------------------------------------------- | --------- | --------------------- | ----------------------------- |
|        | Riutort                | Puigbalador | poble        |         | 42° 39′ 03″ N, 2° 05′ 40″ E / 42.650925°N,2.0944388888889°E 1518.8 msnm       |           | Rieutort (Puyvalador) | Modifica les dades a Wikidata |
|        | Vilanova de Formiguera | Formiguera  | poble        |         | 42° 37′ 12″ N, 2° 07′ 54″ E / 42.619988888889°N,2.1317027777778°E 1438.8 msnm |           |                       | Modifica les dades a Wikidata |

## pont
| imatge | Nom             | Ubicat a               | instància de | Detalls | coordenades                                                | Protecció | Commons (més fotos) | Dades a WD                    |
| ------ | --------------- | ---------------------- | ------------ | ------- | ---------------------------------------------------------- | --------- | ------------------- | ----------------------------- |
|        | Pont de Galba   | Formiguera Puigbalador | pont         |         | 42° 37′ 51″ N, 2° 06′ 10″ E / 42.63095°N,2.1028916666667°E |           |                     | Modifica les dades a Wikidata |
|        | Pont de Riutort | Puigbalador            | pont         |         | 42° 38′ 37″ N, 2° 06′ 37″ E / 42.643498°N,2.11017°E        |           |                     | Modifica les dades a Wikidata |

## port de muntanya
| imatge | Nom                     | Ubicat a                             | instància de     | Detalls | coordenades                                                                        | Protecció | Commons (més fotos) | Dades a WD                    |
| ------ | ----------------------- | ------------------------------------ | ---------------- | ------- | ---------------------------------------------------------------------------------- | --------- | ------------------- | ----------------------------- |
|        | Coll Roig               | els Angles                           | port de muntanya |         | 42° 34′ 45″ N, 2° 01′ 52″ E / 42.579211111111°N,2.03115°E 2361.1 msnm              |           |                     | Modifica les dades a Wikidata |
|        | Coll de Censà           | Censà Real Formiguera                | port de muntanya |         | 42° 37′ 19″ N, 2° 09′ 00″ E / 42.622078°N,2.149925°E 1770.1 msnm                   |           |                     | Modifica les dades a Wikidata |
|        | Coll de Creu            | Ralleu Matamala                      | port de muntanya |         | 42° 36′ 19″ N, 2° 07′ 59″ E / 42.605186°N,2.133074°E 1708.3 msnm                   |           |                     | Modifica les dades a Wikidata |
|        | Coll de Pica Bastard    | Caudiers de Conflent Matamala Ralleu | port de muntanya |         | 42° 36′ 10″ N, 2° 08′ 17″ E / 42.602747°N,2.137925°E 1708.3 msnm                   |           |                     | Modifica les dades a Wikidata |
|        | Coll de Terrers         | Font-rabiosa Orlun                   | port de muntanya |         | 42° 39′ 00″ N, 1° 59′ 33″ E / 42.65011388888889°N,1.9925027777777775°E 2407.3 msnm |           |                     | Modifica les dades a Wikidata |
|        | Coll de l'Home Mort     | Formiguera Orlun                     | port de muntanya |         | 42° 37′ 52″ N, 1° 58′ 48″ E / 42.631°N,1.979883°E 2594 msnm                        |           |                     | Modifica les dades a Wikidata |
|        | Coll de la Jaguinta     | Caudiers de Conflent la Llaguna      | port de muntanya |         | 42° 33′ 07″ N, 2° 07′ 49″ E / 42.551925°N,2.130139°E 1881.8 msnm                   |           |                     | Modifica les dades a Wikidata |
|        | Coll de la Llosa        | Aiguatèbia i Talau la Llaguna        | port de muntanya |         | 42° 32′ 08″ N, 2° 08′ 30″ E / 42.535458°N,2.141803°E 1860.2 msnm                   |           |                     | Modifica les dades a Wikidata |
|        | Coll de la Marrana      | Puigbalador Queragut Escolobre       | port de muntanya |         | 42° 39′ 50″ N, 2° 09′ 58″ E / 42.663917°N,2.166061°E 2128 msnm                     |           |                     | Modifica les dades a Wikidata |
|        | Coll de la Quillana     | la Llaguna Matamala                  | port de muntanya |         | 42° 32′ 53″ N, 2° 06′ 51″ E / 42.5481°N,2.1142°E 1713 msnm                         |           |                     | Modifica les dades a Wikidata |
|        | Coll de les Ares        | Puigbalador Queragut                 | port de muntanya |         | 42° 40′ 04″ N, 2° 07′ 02″ E / 42.66777778°N,2.11722222°E 1608 msnm                 |           |                     | Modifica les dades a Wikidata |
|        | Coll del Comall         | Caudiers de Conflent la Llaguna      | port de muntanya |         | 42° 32′ 48″ N, 2° 08′ 21″ E / 42.546792°N,2.139267°E 1892.4 msnm                   |           |                     | Modifica les dades a Wikidata |
|        | Coll del Dormidor       | Caudiers de Conflent Matamala        | port de muntanya |         | 42° 33′ 53″ N, 2° 07′ 46″ E / 42.564761°N,2.129556°E 1941.1 msnm                   |           |                     | Modifica les dades a Wikidata |
|        | Coll del Torn           | Caudiers de Conflent Matamala        | port de muntanya |         | 42° 34′ 21″ N, 2° 08′ 00″ E / 42.572631°N,2.133289°E 1898.6 msnm                   |           |                     | Modifica les dades a Wikidata |
|        | Collet d'en Caborler    | Font-rabiosa Orlun                   | port de muntanya |         | 42° 38′ 45″ N, 2° 04′ 14″ E / 42.645925°N,2.0704527777778°E 1872.7 msnm            |           |                     | Modifica les dades a Wikidata |
|        | Collet del Camp del Pau | els Angles                           | port de muntanya |         | 42° 34′ 58″ N, 2° 03′ 56″ E / 42.582767°N,2.065536°E 1851.7 msnm                   |           |                     | Modifica les dades a Wikidata |
|        | La Collada              | Formiguera                           | port de muntanya |         | 42° 37′ 17″ N, 2° 03′ 20″ E / 42.62138889°N,2.05555556°E 2000 msnm                 |           |                     | Modifica les dades a Wikidata |
|        | Portella de Botadiol    | Font-rabiosa Artigas Al Plan         | port de muntanya |         | 42° 39′ 14″ N, 2° 01′ 07″ E / 42.653891666667°N,2.0187277777778°E 2246.9 msnm      |           |                     | Modifica les dades a Wikidata |
|        | Portella del Llaurentí  | Font-rabiosa Artigas                 | port de muntanya |         | 42° 39′ 32″ N, 2° 00′ 23″ E / 42.658841666667°N,2.0063388888889°E 2344 msnm        |           |                     | Modifica les dades a Wikidata |

## presa d'aigua
| imatge | Nom                  | Ubicat a         | instància de  | Detalls | coordenades                                                        | Protecció | Commons (més fotos) | Dades a WD                    |
| ------ | -------------------- | ---------------- | ------------- | ------- | ------------------------------------------------------------------ | --------- | ------------------- | ----------------------------- |
|        | presa de Matamala    | Matamala         | presa d'aigua |         | 42° 34′ 39″ N, 2° 06′ 35″ E / 42.5775°N,2.1097222222222°E riu Aude |           |                     | Modifica les dades a Wikidata |
|        | presa de Puigbalador | Puigbalador Real | presa d'aigua |         | 42° 38′ 54″ N, 2° 07′ 30″ E / 42.648333333333°N,2.125°E riu Aude   |           |                     | Modifica les dades a Wikidata |

## riu
| imatge | Nom            | Ubicat a                            | instància de     | Detalls                                                   | coordenades                                                       | Protecció | Commons (més fotos) | Dades a WD                    |
| ------ | -------------- | ----------------------------------- | ---------------- | --------------------------------------------------------- | ----------------------------------------------------------------- | --------- | ------------------- | ----------------------------- |
|        | Galba (Capcir) | Font-rabiosa Formiguera Puigbalador | riu curs d'aigua | Desemboca: riu Aude Llarg: 13.7km                         | 42° 38′ 08″ N, 2° 02′ 52″ E / 42.6356°N,2.04778°E                 |           |                     | Modifica les dades a Wikidata |
|        | Tet            | Pirineus Orientals                  | riu              | Desemboca: mar Mediterrània Llarg: 115.8km Conca: 1369km² | 42° 42′ 48″ N, 3° 02′ 23″ E / 42.713333333333°N,3.0397222222222°E |           | Têt                 | Modifica les dades a Wikidata |

## Misc
| imatge | Nom                                            | Ubicat a                                                                          | instància de                                       | Detalls                                                   | coordenades                                                                   | Protecció | Commons (més fotos)                                          | Dades a WD                    |
| ------ | ---------------------------------------------- | --------------------------------------------------------------------------------- | -------------------------------------------------- | --------------------------------------------------------- | ----------------------------------------------------------------------------- | --------- | ------------------------------------------------------------ | ----------------------------- |
|        | Aeròdrom de Montlluís                          | la Llaguna                                                                        | aeròdrom Ús: aviació civil esports aeris           |                                                           | 42° 32′ 39″ N, 2° 07′ 10″ E / 42.5441°N,2.1195°E 5612 1711 msnm               |           |                                                              | Modifica les dades a Wikidata |
|        | Capcir                                         | Catalunya del Nord districte de Prada                                             | comarca de la Catalunya del Nord vall              | 791 1540 hab Superfície: 177km²                           | 42° 36′ 00″ N, 2° 07′ 00″ E / 42.6°N,2.1166666666667°E                        |           | Capcir                                                       | Modifica les dades a Wikidata |
|        | Cova de Font-rabiosa                           | Font-rabiosa                                                                      | cova turística                                     |                                                           | 42° 38′ 04″ N, 2° 05′ 45″ E / 42.63435278°N,2.09573889°E 1500 msnm            |           | Grotte de Fontrabiouse                                       | Modifica les dades a Wikidata |
|        | Esposolla                                      | Font-rabiosa                                                                      | vilatge                                            |                                                           | 42° 37′ 28″ N, 2° 05′ 45″ E / 42.62444444°N,2.09583333°E 1550 msnm            |           |                                                              | Modifica les dades a Wikidata |
|        | Estany de la Llosa                             | els Angles Angostrina i Vilanova de les Escaldes                                  | llac glacial                                       |                                                           | 42° 35′ 55″ N, 1° 59′ 48″ E / 42.598605555556°N,1.9966833333333°E 2237.5 msnm |           |                                                              | Modifica les dades a Wikidata |
|        | La Lladura                                     | Formiguera els Angles                                                             | rierol                                             | Desemboca: riu Aude Llarg: 15.6km                         | 42° 37′ 49″ N, 2° 07′ 52″ E / 42.630277777778°N,2.1311111111111°E             |           | Lladura                                                      | Modifica les dades a Wikidata |
|        | Odelló de Real                                 | Real                                                                              | localitat                                          |                                                           | 42° 38′ 40″ N, 2° 08′ 03″ E / 42.64444444°N,2.13416667°E                      |           | Odeillo (Réal)                                               | Modifica les dades a Wikidata |
|        | Reducte Dagobert                               | la Llaguna                                                                        | edifici                                            |                                                           | 42° 31′ 06″ N, 2° 06′ 23″ E / 42.518404°N,2.10634°E 1689.1 msnm               |           |                                                              | Modifica les dades a Wikidata |
|        | Sant Joan Baptista de Puigbalador              | Puigbalador                                                                       | església parroquial                                |                                                           | 42° 38′ 49″ N, 2° 07′ 08″ E / 42.646825°N,2.1189805555556°E 1463.2 msnm       |           | Église Saint-Jean-Baptiste de Puyvalador                     | Modifica les dades a Wikidata |
|        | Sant Joan Baptista i Sant Bartomeu de Matamala | Matamala                                                                          | oratori                                            |                                                           | 42° 35′ 11″ N, 2° 07′ 08″ E / 42.586511111111°N,2.118875°E 1494.3 msnm        |           | Oratoire Saint-Jean-Baptiste-et-Saint-Barthélémy de Matemale | Modifica les dades a Wikidata |
|        | Santa Maria de Vilanova                        | Formiguera                                                                        | capella                                            |                                                           | 42° 37′ 00″ N, 2° 07′ 30″ E / 42.616662°N,2.125103°E                          |           | Chapelle Notre-Dame de Villeneuve (Formiguères)              | Modifica les dades a Wikidata |
|        | Torrent de Carançà, riu Tet i riu de Morellàs  | Angostrina i Vilanova de les Escaldes Fontpedrosa Morellàs i les Illes els Angles | ordre de prefectura de protecció del biòtop        | 1991-01-03 Superfície: 107.3427ha                         | 42° 27′ 36″ N, 2° 12′ 59″ E / 42.46011°N,2.21646°E                            |           |                                                              | Modifica les dades a Wikidata |
|        | bosc de la Mata                                | Matamala els Angles                                                               | bosc                                               | Superfície: 260ha                                         | 42° 35′ N, 2° 06′ E / 42.59°N,2.1°E                                           |           |                                                              | Modifica les dades a Wikidata |
|        | camí del Bosc                                  | els Angles                                                                        | carrer                                             |                                                           | 42° 35′ 06″ N, 2° 05′ 23″ E / 42.58502069659613°N,2.0898540604626175°E        |           |                                                              | Modifica les dades a Wikidata |
|        | capcinès                                       | Capcir                                                                            | dialectes del català                               |                                                           |                                                                               |           |                                                              | Modifica les dades a Wikidata |
|        | cementiri de Formiguera                        | Formiguera                                                                        | cementiri                                          |                                                           | 42° 36′ 48″ N, 2° 06′ 16″ E / 42.6134°N,2.1045°E                              |           |                                                              | Modifica les dades a Wikidata |
|        | estació meteorològica de Formiguera            | Formiguera                                                                        | estació meteorològica                              |                                                           | 42° 36′ 58″ N, 2° 06′ 41″ E / 42.616°N,2.111333°E 1495 msnm                   |           |                                                              | Modifica les dades a Wikidata |
|        | estany de la Balmeta                           | els Angles                                                                        | bassa                                              | Superfície: 0.012km²                                      | 42° 35′ 17″ N, 2° 01′ 18″ E / 42.588011111111°N,2.0215694444444°E 2047 msnm   |           | Étang de la Balmette                                         | Modifica les dades a Wikidata |
|        | estàtua-menhir de Quer-amat                    | Puigbalador                                                                       | pedra estàtua-menhir pedra amb marques sacrificals |                                                           | 42° 38′ 54″ N, 2° 07′ 00″ E / 42.648414°N,2.116575°E                          |           |                                                              | Modifica les dades a Wikidata |
|        | reducte Dagobert                               | la Llaguna                                                                        | reducte                                            |                                                           | 42° 31′ 07″ N, 2° 06′ 23″ E / 42.5185°N,2.1064°E                              |           |                                                              | Modifica les dades a Wikidata |
|        | riu Aude                                       | Erau                                                                              | riu principal riu aurífer                          | Desemboca: mar Mediterrània Llarg: 224.1km Conca: 6074km² | 43° 12′ 45″ N, 3° 14′ 25″ E / 43.2125°N,3.2402777777778°E                     |           | Aude River                                                   | Modifica les dades a Wikidata |
|        | túmul del Roc Marí                             | Real                                                                              | túmul                                              |                                                           | 42° 39′ 07″ N, 2° 10′ 13″ E / 42.652083333333°N,2.17025°E                     |           |                                                              | Modifica les dades a Wikidata |